# Polskie tango (singel)
Polskie tango – singel polskiego rapera Taco Hemingwaya, promujący album zatytułowany Jarmark. Wydawnictwo, w formie digital download ukazało się 10 lipca 2020 roku własnym nakładzie. Tekst utworu został napisany przez Filipa Szcześniaka.

## Nagrywanie
Utwór wyprodukowany przez Lanka został zarejestrowany w studiu Nagrywarka. Za mastering i miks odpowiada Rafał Smoleń. Kompozycja była promowana teledyskiem, za reżyserię odpowiada Łukasz Partyka.

## Przyjęcie
Singiel pobił dzienny rekord odtworzeń w Polsce na Spotify, który poprzednio również należał do jego utworu „W piątki leżę w wannie”, zdobywając przy tym ponad 560 tys. odtworzeń (W 2021 roku rekord został pobity przez Matę z utworem “Patoreakcja”, która zanotowała aż 643,846 odsłuchań). W serwisie YouTube zdobył ponad 2,5 mln wyświetleń w 24h od publikacji również bijąc rekord serwisu. Singiel był również najczęściej słuchanym utworem wakacyjnym w 2020 roku w serwisie Spotify. Utwór otrzymał nagrodę Fryderyków 2021 w kategorii Utwór roku. Jest to pierwszy utwór rapowy w historii Fryderyków, który zdobył tę nagrodę i pierwszy nominowany do niej. 

## Nagrody i wyróżnienia
| Rok  | Kategoria    | Nagroda                 | Rezultat    |
| ---- | ------------ | ----------------------- | ----------- |
| 2021 | Singiel roku | Newonce                 | 17. miejsce |
| 2021 | Streaming    | Bestsellery Empiku 2020 | Nominacja   |
| 2021 | Top utwory   | Spotify 2020            | 4. miejsce  |
| 2021 | Hit lata     | Spotify 2020            | 1. miejsce  |
| 2021 | Utwór roku   | Fryderyki 2021          | Wygrana     |

## Notowania

### Listy przebojów
| Autor         | Notowanie          | Najwyższa pozycja |
| ------------- | ------------------ | ----------------- |
| Apple Music   | Lista notowań      | 1                 |
| Newonce.radio | Lista przebojów    | 1                 |
| iTunes        | Lista notowań      | 1                 |
| Spotify       | Spotify Chart Week | 1                 |
| YouTube       | Lista notowań      | 1                 |

### Pozycja roczna (2020)
| Autor   | Notowanie          | Najwyższa pozycja |
| ------- | ------------------ | ----------------- |
| Spotify | Spotify Chart Year | 4                 |

## Personel
Opracowano na podstawie materiału źródłowego.
| - Filip Szcześniak – słowa, rap - Kamil „Lanek” Łanka – produkcja muzyczna - Łukasz Partyka – teledysk - Staszek Koźlik – realizacja nagrań - Rafał Smoleń – miksowanie, mastering |

## Kontrowersje
Pod koniec teledysku piosenki w tle pojawił się symbol ośmiu gwiazdek, co zostało zauważone i komentowane przez niektórych polityków i dziennikarzy, m.in. Agnieszkę Pomaską, Krzysztofa Króla i Michała Szczerbę, którzy wyrazili swoje opinie na ten temat w mediach społecznościowych. 